# مقاطعة ماريون (أركنساس)
مقاطعة ماريون (بالإنجليزية: Marion County)‏ هي إحدى مقاطعات ولاية أركنساس في الولايات المتحدة الأمريكية.

## أعلام
- جون تيت